# Claudio Antón de Luzuriaga
Claudio Antón de Luzuriaga (Soto en Cameros, 30 d'octubre de 1792 Biarritz, 23 de juny de 1874) va ser un diplomàtic i polític espanyol.

## Biografia
La seva mare era originària d'Agurain (Àlaba). Es va formar en l'internat de l'Escola Pia en Villacarriedo i inicialment va estudiar per capellà, però l'esclat de la Guerra del francès el va fer abandonar la carrera eclesiàstica. Va estudiar dret a Valladolid i Madrid i es graduà en 1818. El 1819 entra al Col·legi d'Advocats de Madrid i amb l'arribada dels Cent Mil Fills de Sant Lluís en 1823 ha de fugir a Cadis. Després s'instal·là a Guipúscoa i en 1831 fou membre de la Junta de Comerç de Sant Sebastià. Va combatre del costat isabel·lí en la primera guerra carlina i el 1834 fou fiscal del civil de l'Audiència de Barcelona.
Fou elegit diputat a Corts des de 1839 per Guipúscoa en la labor del qual va desenvolupar una intensa defensa foralista.  Ministre d'Estat en 1854 sota el seu amic Baldomero Espartero, i de  Justícia i  Ultramar a l'any següent. President del Tribunal Suprem entre 1855 i 1856. Il·lustre codificador, va participar en el projecte de Codi Civil de 1851. Va ser també acadèmic de Ciències Morals i Polítiques.